# 2134 av. J.-C.
Cette page concerne l'année 2134 av. J.-C. du calendrier julien proleptique.

## Événements

### Égypte
- Fondation de la XIe dynastie égyptienne à Thèbes.
  - Début du règne du Pharaon Mentouhotep Ier.
  - Début du règne du Pharaon Antef Ier (selon D. B. Redford).

- Les rois de la XIe dynastie envoient des expéditions en Afrique :
  - sous Mentouhotep Ier : expédition de Djemi dans le Ouaouat (région comprise entre la première et la deuxième cataracte) pour lever des tributs ;
  - expédition « humanitaire » d’Ankhtifi, prince de Mo’alla, qui apporte des vivres en Nubie lors d’une grave famine.

## Art & culture
- Mentouhotep Ier fait construire un ensemble funéraire novateur à Deir el Bahari, face à Karnak. Apparition de la statuaire colossale.